# Alexej Nikančikov
Alexej Vladimirovič Nikančikov (* 30. července 1940 Jagodnoje – 28. ledna 1972 Minsk, Sovětský svaz) byl sovětský a běloruský sportovní šermíř ruské národnosti, který se specializoval na šerm kordem. Sovětský svaz reprezentoval v druhé polovině šedesátých let. Zastupoval minskou šermířskou školu, která spadala pod Běloruskou SSR. V roce 1964 a 1968 startoval na olympijských hrách a při své druhé účasti nezvládl roli favorita. V soutěži jednotlivců skončil v osmifinále. Byl trojnásobným mistrem světa mezi jednotlivci z let 1966, 1967 a 1970. Patřil k oporám sovětského družstva kordistů, se kterým vybojoval stříbrnou olympijskou medaili v roce 1968 a získal titul mistra světa v roce 1967 a 1969. Své třetí účasti na olympijských hrách v roce 1972 se nedožil, zahynul v lednu téhož roku při dopravní nehodě.